# 류근관
류근관(柳根寬, 1960년~ )은 서울대학교 경제학부 교수이며, 제18대 통계청장을 역임했다.

## 학력
- 1979~1983년 서울대학교 경제학 학사
- 1983~1985년 서울대학교 대학원 경제학 석사
- 1988~1989년 스탠퍼드 대학교 대학원 통계학 석사
- 1986~1990년 스탠퍼드 대학교 대학원 경제학 박사

## 경력
- 1990년 7월 ~ 1995년 2월 UCLA대학교 경제학과 조교수
- 서울대학교 경제학부 조교수
- 서울대학교 경제학부 부교수
- 1995년 3월 ~ 서울대학교 경제학부 교수
- 1998년 ~ 2000년 금융발전심의위원회 은행분과 위원
- 1998년 ~ 2000년 미국 스탠퍼드 경제학과 방문조교수
- 2002년 미국 스탠퍼드 경제학과 방문교수
- 2010년 4월 2011년 4월 한국응용경제학회 회장
- 2016년 7월 서울대학교 경제학부장
- 2016년 9월~2018년 9월 서울대학교 경제연구소장
- 2020년 12월 ~ 2022년 5월 제18대 통계청장
- 대통령 직속 4차산업혁명위원회 데이터 특별위원
- 2021년 1월 ~ 2023년 1월 서울대학교 이사
- 2022년 1월 경제협력개발기구 통계정책위원회 의장단
- 2022년 3월 유엔 통계위원회 의장단
- 2024년 5월 ~ 국가교육위원회 디지털 AI교육 특별위원회 위원